# Anisomysis hispida
Anisomysis hispida är en kräftdjursart som beskrevs av Pillai 1973. Anisomysis hispida ingår i släktet Anisomysis och familjen Mysidae. Inga underarter finns listade i Catalogue of Life.